# Alphonse de Lamartine
Alphonse Marie Louis de Prat de Lamartine (Mâcon, 21 ottobre 1790 – Parigi, 28 febbraio 1869) è stato un poeta, scrittore, storico, diplomatico e politico francese.
Ammiratore di Chateaubriand e suo continuatore letterario, fu esponente del Romanticismo, e in politica fu dapprima un monarchico costituzionale, poi un repubblicano moderato e liberale, simpatizzante degli storici girondini, la fazione moderata della rivoluzione francese, su cui scrisse opere storiche. Lamartine fu tra i politici protagonisti della rivoluzione del 1848, che depose la monarchia di luglio instaurando la seconda repubblica.

## Biografia

### La giovinezza
Nacque nella casa paterna di Mâcon da Alix des Roys (1766-1829), poetessa e memorialista, una madre che «non gli chiese che di essere vero e buono» e per la quale manifestò sempre grande venerazione, e da Pierre de Prat de Lamartine (1752-1840), cadetto di una famiglia di piccola nobiltà, proprietario di diversi immobili e di terre, come la casa nella campagna di Milly (oggi Milly-Lamartine), circondata da terre coltivate a vigneto, dove, dal 1797, il futuro poeta trascorse la sua infanzia. Il padre, ufficiale di cavalleria, portava il titolo di cortesia di Cavaliere di Pratz, e fu ferito nella difesa del palazzo delle Tuileries il 10 agosto 1792, e incarcerato durante il regime del Terrore.

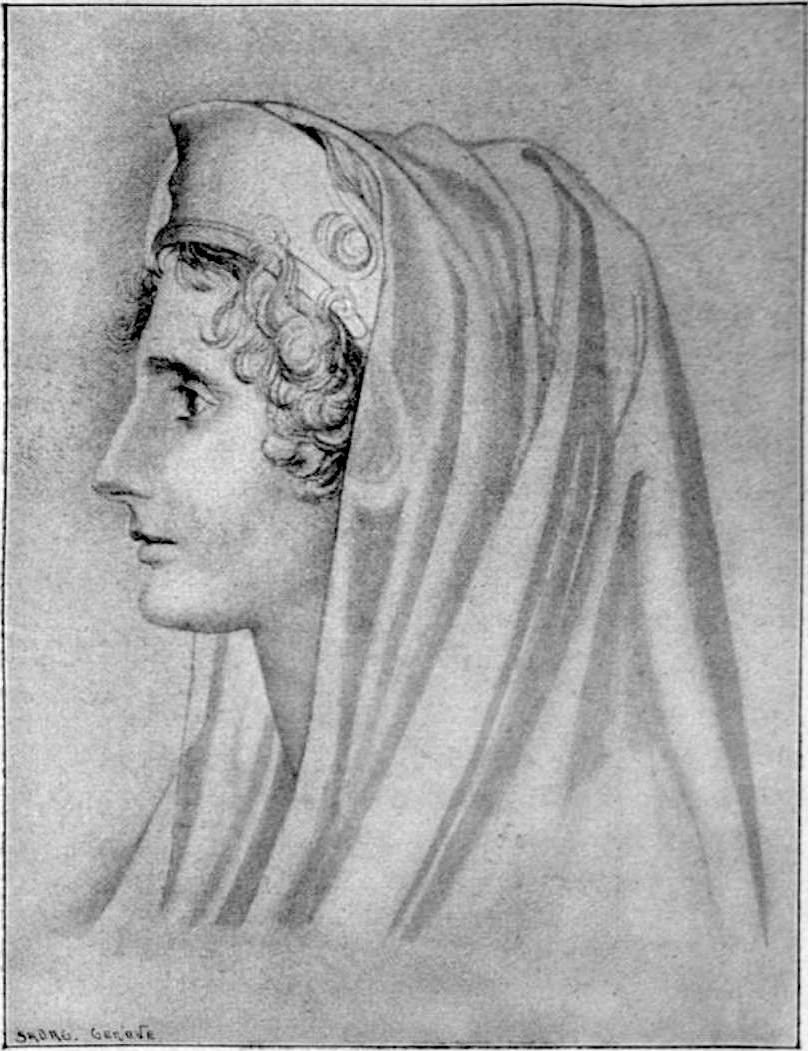
Ritratto di Alix des Roys, madre di Lamartine

La madre, oltre ad essere una donna molto religiosa, era una convinta vegetariana e per togliere al figlio il desiderio della carne lo condusse a vedere l'interno di un mattatoio, come ricorda Lamartine nelle Confidenze (1849):
In seguito tornò per un periodo a mangiare carne e pesce, benché successivamente forse ritornò all'alimentazione vegetariana, ma nelle sue opere continuò a insistere sul tema della crudeltà dell'uccisione degli animali e della dieta carnea.
Nel 1801 Alphonse entrò nella pensione Puppier a Lione, dove avrebbe dovuto condurre gli studi ma dalla quale però fuggì l'anno successivo. Sistemato allora, nel 1803, presso il collegio degli ex-gesuiti Pères de la Foi di Belley, prese interesse alle discipline letterarie, dai poeti latini a Chateaubriand e, oltre a essere un ottimo allievo, incominciò a sentire vocazione alla poesia. Fra gli altri, aveva per compagno di studi Aymon de Virieu, con il quale si legò d'amicizia per tutta la vita.

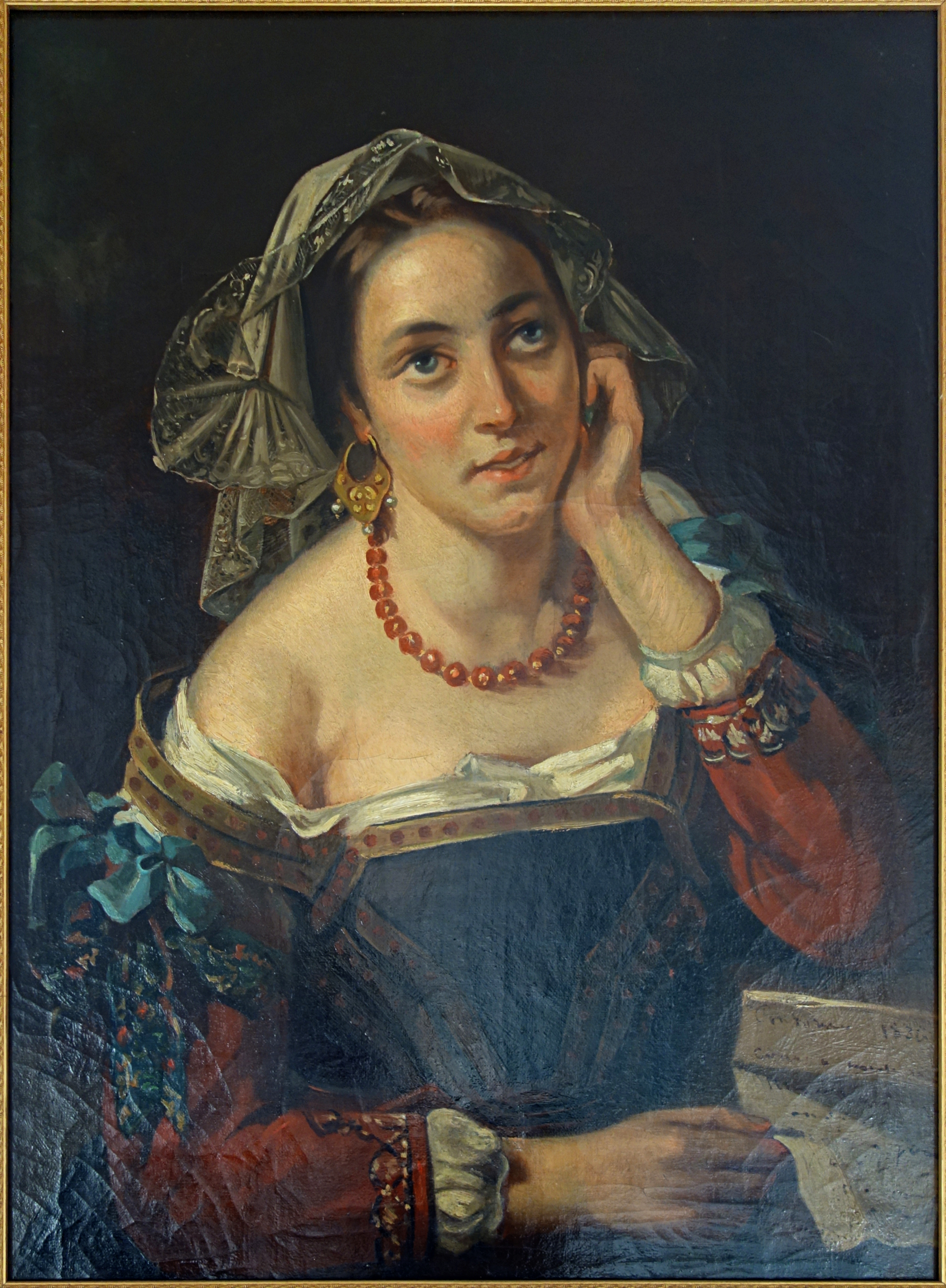
Graziella, amica di Lamartine
Horace Vernet, verso il 1836
Palais des Beaux-Arts de Lille

Nel 1808 terminò gli studi: secondo la tradizione, avrebbe dovuto intraprendere la carriera militare ma la famiglia, legata ai Borbone, non volle che Alphonse in nessun modo potesse servire l'Impero: nel 1811, a 21 anni, lo mandarono a svagarsi in Italia, dove avevano alcuni cugini che vivevano a Livorno, a Pisa e a Napoli. Nella città partenopea ebbe la sua prima esperienza sentimentale con una ragazza del luogo, Antonella Jacomino, che ricorderà anni dopo nel suo romanzo Graziella, ambientato nella vicina isola di Procida.
Tornato a Milly nel 1812, Lamartine ne divenne sindaco: fu il primo passo di una carriera politica che avrà molta più importanza nel futuro. Nel 1814, con la caduta di Napoleone, entrò a far parte delle guardie del corpo di Luigi XVIII a Beauvais ma il ritorno dell'imperatore nel 1815 lo costrinse a rifugiarsi in Svizzera e poi in Savoia, per evitare la coscrizione sotto il tricolore della Grande Armée, ospite della famiglia dello scrittore e militare Xavier de Maistre (il fratello del filosofo reazionario Joseph de Maistre). Dopo Waterloo, ritornò in Francia e a novembre rinunciò al servizio militare volontario.

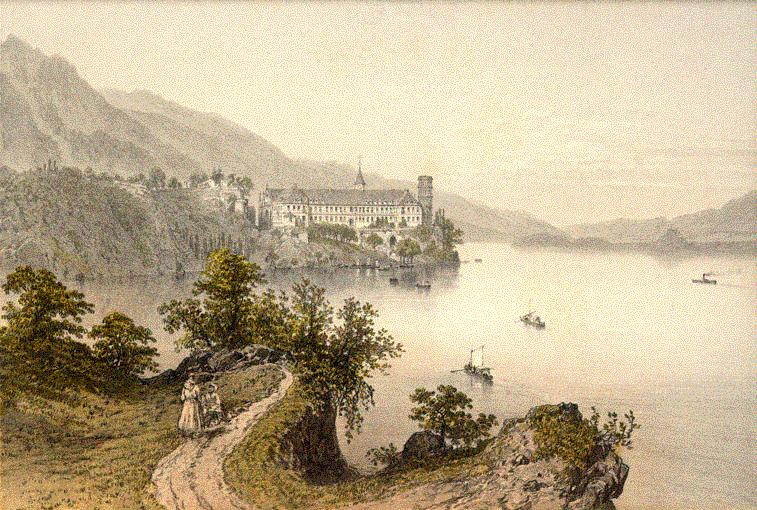
Il lago del Bourget e l'abbazia di Altacomba.

Provò l'esperienza letteraria della tragedia, scrivendo dal 1813 al 1818 una Medée e un Saûl, ma quei tentativi sono soltanto prove d'imitazione di Racine e di Voltaire; nelle sue corde non vi è il genere drammatico, ma quello sentimentale che l'epoca stessa esigeva. Lesse anche Rousseau, André Chénier, i romantici inglesi e Madame de Staël, e ne fu difatti fortemente influenzato.

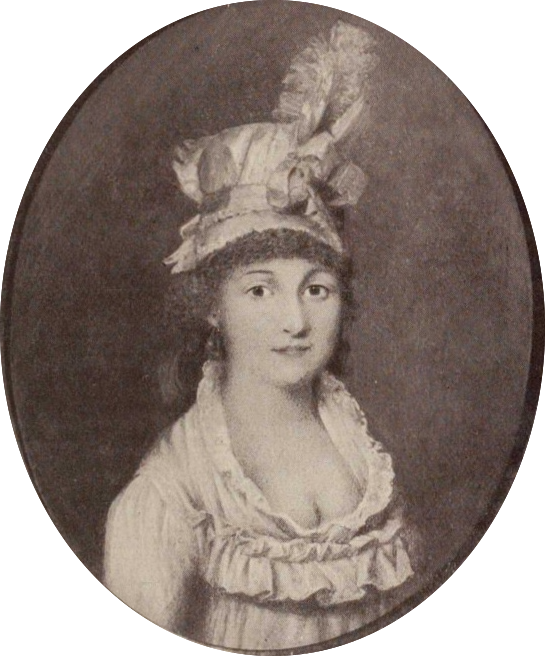
Julie Charles

Evase volentieri dalla vita familiare: in una sua permanenza a Aix-les-Bains, dove curava i suoi disturbi di fegato, conobbe Julie Charles (nata Julie-Françoise Bouchaud des Hérettes), una creola, moglie di un noto medico: con lei trascorse una vacanza in Savoia - durante un viaggio ad Altacomba, nel lago del Bourget la loro barca andò alla deriva mentre infuriava una tempesta - e Alphonse ebbe un lungo rapporto d'amore con Julie, inizio di un'intensa relazione cui porrà termine la morte di lei, affetta da tubercolosi, il 18 dicembre 1817: la famosa poesia Le lac, inserita nella raccolta delle Méditations poétiques (1820), è il maggior risultato artistico di quella relazione. Dedicò anche un'ode alla nascita di Enrico, duca di Bordeaux dove lo definì il "figlio del miracolo".
Le Meditazioni poetiche, apparse anonime nel marzo 1820, sono costituite da 24 poesie, scritte dal 1816 al 1819: ispirate all'amore per Julie sono Invocation (1816), Le lac e L'immortalité (1817), L'isolement (1818), Le soir, Le désespoir e Souvenir (1819). Le altre sono d'ispirazione religiosa, come La Providence à l'Homme o La prière o d'altra circostanza, come Le vallon. Nelle successive edizioni Lamartine vi comprende altre poesie e in quella del 1849 vi aggiunge una prefazione in cui scrive della sua vocazione alla poesia.
Esse ebbero subito un grande successo di critica e di vendita, raggiungendo le 45 000 copie in quattro anni: in pieno Romanticismo, fu capace di dare agli appassionati quello che essi si attendevano, una poesia nuova che sembrava «uscire veramente dal cuore», diversamente dal lirismo di facciata di un Jean-Baptiste Rousseau o un Pierre-Antoine Lebrun.

### La maturità

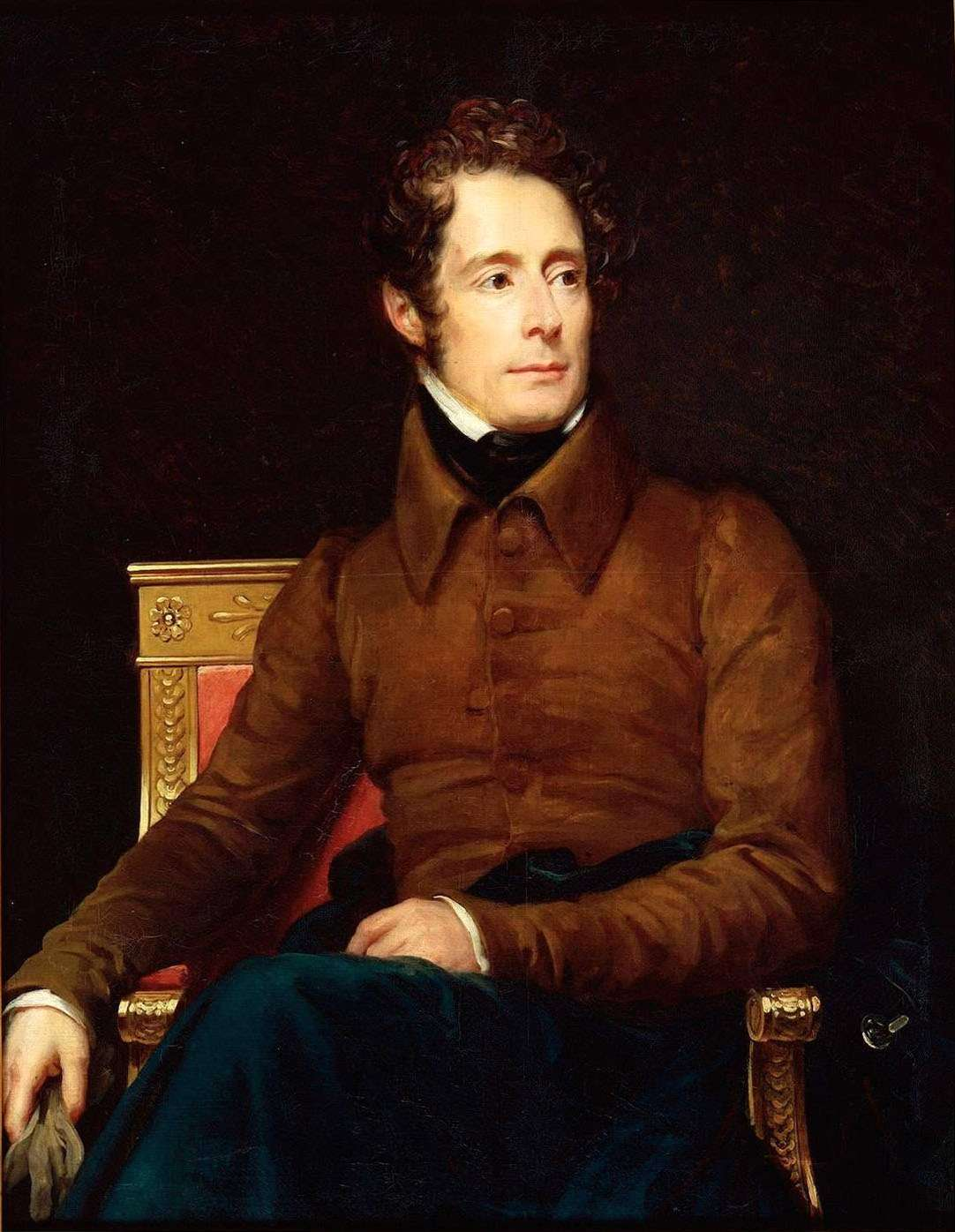
Lamartine nel 1831

Nel corso del 1819 Lamartine ebbe una relazione con una nobile di origine italiana, la fiorentina Léna de Larche (1788-1851), nata Maria Maddalena del Mazza, sposa nel 1804 del conte Girolamo Gabrielli di Gubbio ed in seguito del capitano Amant-Elysée Hondagné de Larche. Léna, definita da Lamartine "princesse italienne" nella sua corrispondenza, è il modello per Regina nelle Nouvelles confidences, ed è presente nell'opera Le dernier chant du Pèlerinage d’Harold. È inoltre lei la persona a cui fa riferimento la poesia Un nom, inclusa nei Recueillements poétiques. 
Nel marzo 1820 fu nominato addetto d'ambasciata a Napoli ma a maggio già rinunciava all'incarico e il 5 giugno sposò a Chambéry l'inglese protestante anglicana Mary Ann Elisa Birch: abitarono nel castello che il padre le aveva concesso in dote a Saint-Point, nei pressi di Mâcon. 

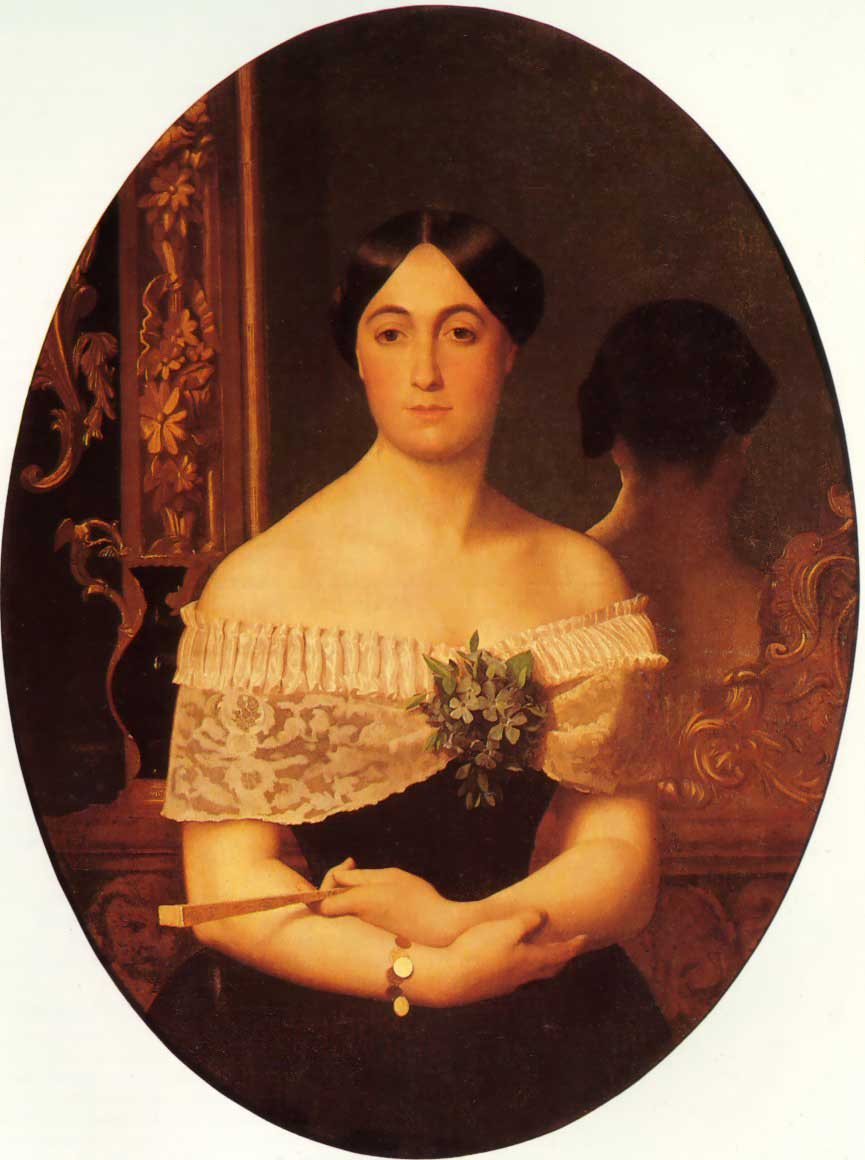
Madame de Lamartine ritratta da Jean-Léon Gérôme (1849)

Nel febbraio 1821, a Roma, nacque il primo figlio Alphonse, che vivrà solo fino al novembre 1823; nel maggio 1822 nacque a Mâcon una figlia, alla quale impose il nome di Julia, in ricordo del suo grande amore ma destinata a morire precocemente, più ancora di Julie Charles, nel 1832.
Si dedicò intensamente alla poesia: il 20 settembre 1823 pubblicò La Mort de Socrate, nella quale esalta nel filosofo greco un precursore del cristianesimo e solo cinque giorni dopo, il 25 settembre 1823, apparvero le Nouvelles Méditations poétiques, raccolta di venticinque poesie di diverso genere e ispirazione, che non ottennero però il successo della raccolta precedente. Si segnalano Bonaparte, Les Préludes, Le Crucifix, dedicato alla memoria di Julie Charles, e Chant d'amour, dedicato alla moglie.
Le dernier chant du pèlerinage d'Harold apparve in maggio. Ispirato all'opera e alla memoria di George Gordon Byron, morto il 19 agosto 1824, Lamartine, che era scosso da forti dubbi religiosi, anche a causa di diversi lutti familiari - oltre al figlio, erano appena decedute due sue sorelle - si rivolge idealmente al poeta inglese ma nella realtà a sé stesso, cercando una soluzione al suo stesso scetticismo religioso.

### I versi dedicati all'Italia
Dopo aver tentato senza successo di entrare a far parte dell'Académie française, dal luglio 1825 fu segretario di legazione a Firenze; dall'anno successivo e fino all'agosto 1828, in assenza del capo-missione, ricoprì la funzione di "chargé d'affaires" di Francia in Toscana. A Firenze prese alloggio prima in una casa di via dei Serragli (1825-1827) ed in seguito in un palazzetto in via Faenza (1827-1828/29), dove ospitò, tra gli altri, Xavier de Maistre e Stendhal. Oggi due lapidi apposte su entrambi gli edifici ricordano questo soggiorno fiorentino, durante il quale Lamartine dedicò alcuni versi anche all'Italia. In essi, paragonando il presente dell'Italia alle glorie del suo passato, rilevava la miseria della situazione italiana, lamentando la caduta della Roma antica.
Egli utilizzò uno schema retorico usato spesso anche dagli stessi intellettuali italiani (Dagli altri muscosi, dai fori cadenti... nell'Adelchi di Manzoni, Leopardi con All'Italia, Sopra il monumento di Dante e Ad Angelo Mai, Dei sepolcri di Foscolo...), nonché già da Chateaubriand nella sua descrizione di Roma, ma fra molti patrioti italiani si levò una grande indignazione.
(Alphonse de Lamartine, Le dernier chant du pèlerinage d'Harold, Canto XIII, seconda parte)
Così, per aver definito l'Italia "terra dei morti", Gabriele Pepe giunse a sfidare a duello il poeta francese che naturalmente, secondo il codice d'onore dell'epoca, non poté sottrarsi al confronto, che si svolse il 19 febbraio 1826 a Firenze, a Porta San Frediano, e fu brevissimo: Pepe ferì Lamartine lievemente a un braccio e il duello finì.
Nel 1848, come Ministro degli Esteri, Lamartine promise a Mazzini l'aiuto diplomatico ai patrioti italiani (come già in uno scambio epistolare con Alessandro Manzoni a proposito della Prima guerra d'indipendenza italiana), in particolare spinse ad intervenire in aiuto alla Repubblica Romana del 1849, ma estromesso da ogni incarico da Luigi Napoleone Bonaparte, che intervenne invece a favore del papa contro il dettato della Costituzione francese, si attirò le critiche del leader repubblicano italiano per la sua posizione giudicata troppo prudente e titubante, nonostante l'intervento del poeta in difesa dei romani insorti tenuto in Parlamento l'8 marzo.
(Giuseppe Mazzini)

### Le altre opere

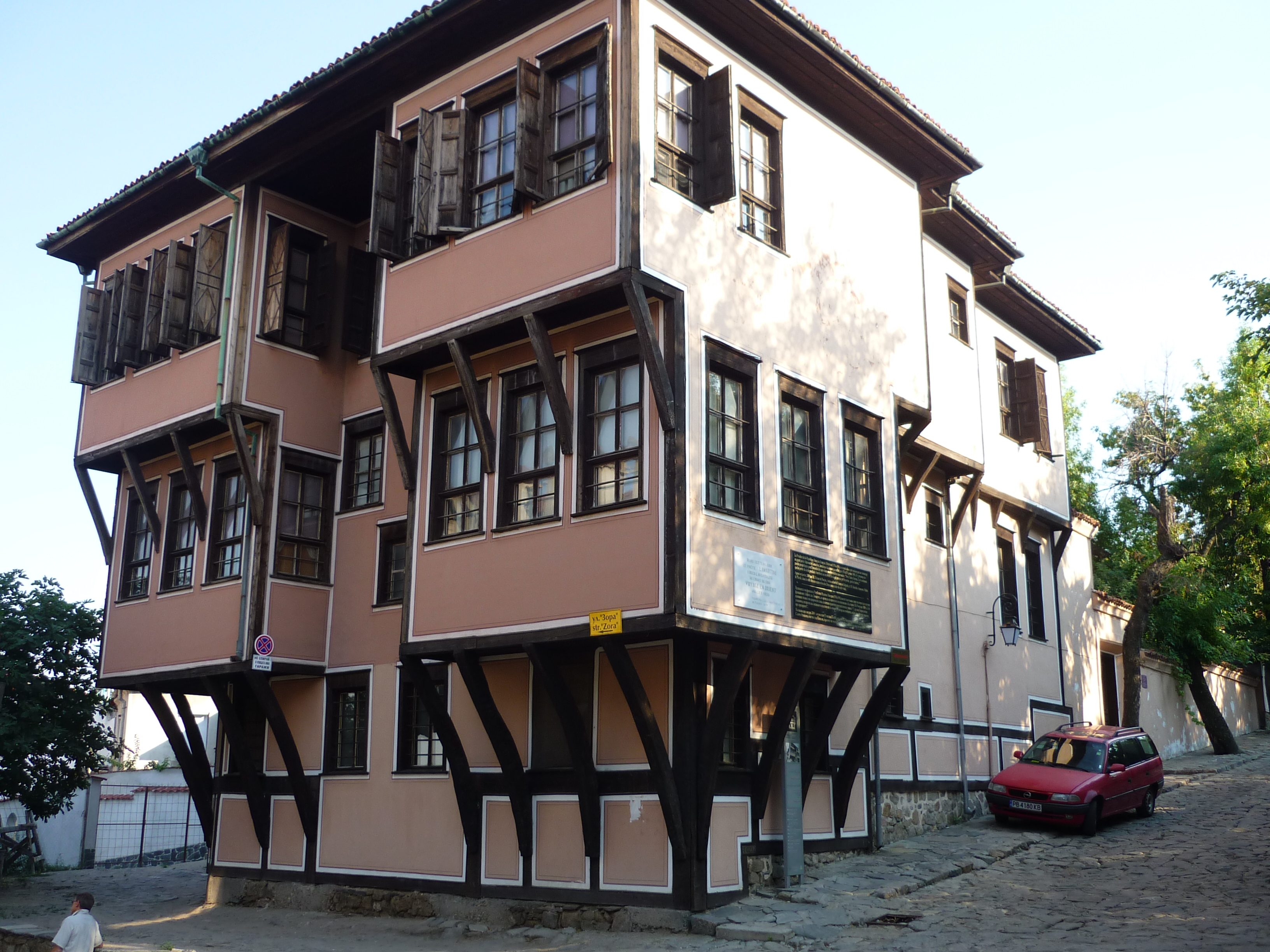
La casa di Plovdiv (Bulgaria ottomana) dove Lamartine alloggiò durante il suo viaggio in Oriente.

Fredda opera di circostanza è invece Le chant du sacre (1825), ove celebra l'incoronazione ("sacre" cioè "consacrazione") di Carlo X nella Cattedrale di Reims, che tuttavia gli valse la Legion d'onore.
Nell'agosto 1828 rientrò definitivamente in Francia, deciso a intraprendere la carriera politica. Un suo secondo tentativo di accedere all'Académie française ebbe successo: eletto il 5 novembre 1829, poco prima della morte della madre, avvenuta il 16 novembre, vi entrò ufficialmente il 1º aprile 1830, occupando il seggio numero 7, in sostituzione di Pierre Daru deceduto il 5 settembre precedente.
Il 15 giugno 1830 furono pubblicate le Harmonies poétiques et religieuses, una raccolta di quarantotto poesie, composte per lo più a Firenze, nelle quali Lamartine spazia dalla consolazione religiosa, come in Hymne du matin o Bénédiction de Dieu dans la solitude, ai dubbi della fede de Aux chrétiens dans les temps d'épreuves, all'impressione di un Dio che si manifesta in ogni angolo dell'universo in L'infini dans les cieux, Jéhova ou l'idée de Dieu, Le Chêne, L'Humanité, L'idée de Dieu. Ma ritorna anche ai ricordi degli anni trascorsi ne Le Premier Regret, dedicato alla Graziella napoletana della sua adolescenza, mentre nei Novissima verba o Mon âme est triste jusqu'à la mort emergono presentimenti di morte. Nell'edizione del 1849 torna, nella sua prefazione, il ricordo dei tanti lutti familiari subiti.

#### Il viaggio a Gerusalemme e la crisi religiosa

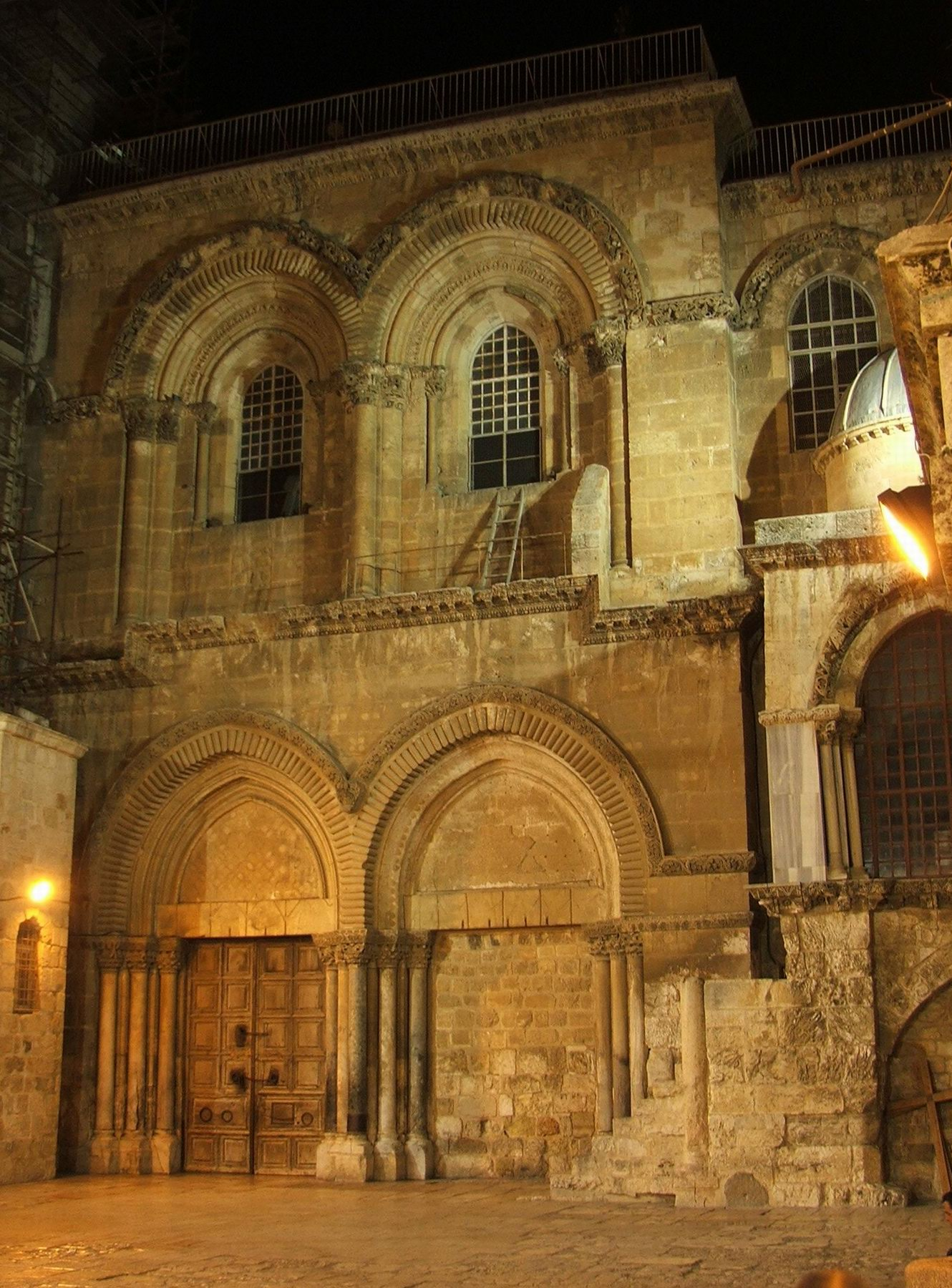
La chiesa del Santo Sepolcro

Educato come fervente cattolico, cercò un rafforzamento della fede vacillante, dopo i numerosi lutti tra cui la morte del primogenito, con un viaggio in Palestina; il 14 luglio 1832 partì con la famiglia e alcuni amici per mare; sbarcato a Beirut il 6 settembre, raggiunse Gerusalemme il 20 ottobre per raccogliersi in preghiera davanti al Santo Sepolcro. Appena ritornato a Beirut, l'unica figlia superstite, la piccola Julia, morì il 7 dicembre. 
Come scrive nelle poesie del Gethsémani, ou la mort de Julia, pubblicate nel 1835 nel suo Voyage en Orient, le chiese, le cerimonie, i sacramenti e le preghiere non servono: Dio è un mistero inaccessibile e Cristo è solo un uomo, che pure rispetta come il cristianesimo. Ciò lo porta ad una convinzione di tipo deista e panteista, motivata dal sentimento, ma alla contemporanea perdita della fede.
Lamartine aveva da tempo progettato un lungo poema che trattasse del destino dell'umanità dall'inizio dei tempi fino all'età presente: la vicenda di un angelo caduto per amore di una donna che, in attesa di riguadagnare il cielo, manteneva la sua immortalità in successive reincarnazioni. Del grande progetto, solo due parti furono condotte a termine, finendo con l'essere due opere a sé: la prima, La chute d'un Ange (La caduta di un angelo) e l'ultima, Jocelyn, la sua redenzione. Il Jocelyn, pubblicato per primo nel 1836, ha per spunto la vera vicenda dell'abate Dumont, parroco di Bussières, vicino a Milly, il quale visse durante la Rivoluzione una storia d'amore alla quale infine rinunciò, tornando nella Chiesa: tema, dunque, della caduta riscattata dal sacrificio. 
Il cristianesimo tutto umano di Lamartine ebbe un grande successo di critica ma gli costò la messa all'Indice dell'opera.
Ne La chute d'un Ange, pubblicato nel 1838, si narra di quando, nei tempi biblici, gli angeli vivevano con gli uomini: uno di essi, l'angelo Cédar, s'innamora di Daïdha. Seguono vicende divise in quindici "visioni", dalla prigionia e liberazione di Daïdha agli insegnamenti di un profeta, alla lotta contro i giganti fino alla morte dei due amanti nel deserto. Il poema, disorganico, non ebbe successo, come non l'ebbero nemmeno i successivi (1839) Recueillements poétiques.
Inizia a comporre Le Désert ou l'immatérialité de Dieu, che terminerà in vecchiaia, già durante il viaggio in Oriente: Lamartine vi riflette la fede in un Dio creatore e inaccessibile; l'immagine di un deserto, che si stenda immenso innanzi agli occhi, è quella che meglio può esprimere, secondo Lamartine, l'idea di Dio, misterioso essere senza tempo.
La sua delusione religiosa lo porta a sostenere che 
(da Armonie poetiche e religiose)

### L'attività politica (1828-1851)
(Alphonse de Lamartine, in Graziella, 1852)
A parte l'incarico di sindaco nel 1812, la carriera politica di Lamartine iniziò al suo ritorno dall'Italia nel 1828. Di famiglia legittimista, Lamartine si era lentamente avvicinato alle concezioni politiche liberali fino all'aperta polemica contro il governo reazionario del Polignac, salutando con soddisfazione la caduta di Carlo X con la Rivoluzione di luglio del 1830 e la salita al trono del moderato liberale duca d'Orléans. Tuttavia non fu mai intimamente orleanista, e negli anni '40 divenne un oppositore del governo. Nel 1831 pubblicò Sur la politique rationnelle, indicando nei principi repubblicani di libertà, uguaglianza, fraternità uniti alla moralità di origine cristiana i fondamenti di ogni legittima azione politica, che rifiutavano sia l'uso dell'arbitrio autoritario dei governi che della violenza popolare.
Eletto deputato nel 1833, sostenne alla Camera il ruolo di un oratore-poeta che dalla propria generosità ed elevatezza di pensiero e sentimenti è posto al di sopra delle parti: si batté per l'abrogazione della pena di morte (ottenuta, anche se solo per pochi anni, nel febbraio 1848) e per l'assistenza ai poveri, così come, in un discorso tenuto il 2 maggio 1834, sostenne (benché avesse espresso anche sentimenti pacifisti) la conquista coloniale dell'Algeria, intrapresa, incontrando una dura resistenza, fin dal 1830, vista come un'impresa di civilizzazione. 

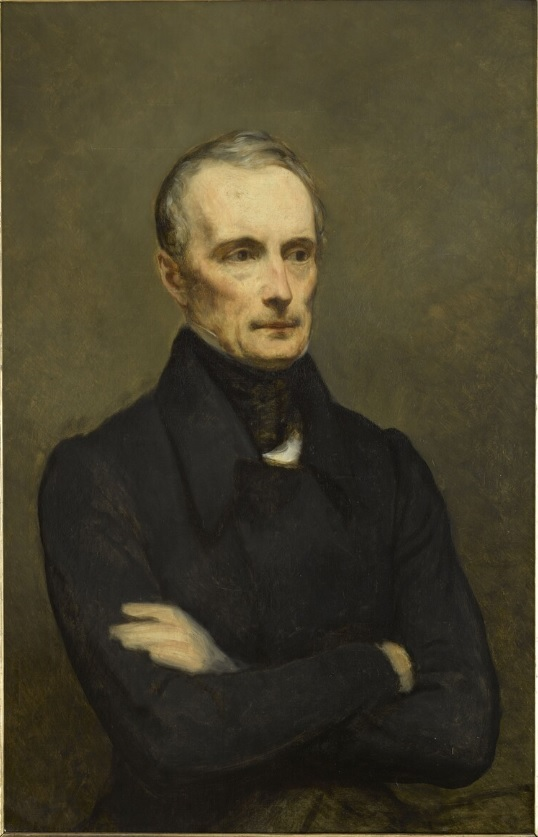
Lamartine ritratto da Ary Scheffer nel 1848

In gioventù moderato, nel 1834, un anno dopo le elezioni come deputato centrista, Lamartine fece un tentativo di trasformare il gruppo eterogeneo del Terzo Partito in una vera forza di governo, che definì Partito Sociale (francese: Parti Social). Nelle parole di Lamartine, il Partito Sociale avrebbe dovuto superare la divisione "Movimento-Resistenza" in cui erano finiti i Liberali Dottrinari e convogliare su di sé le menti illuminate del Parlamento, respingendo l'approccio altalenante finora adottato dal suo gruppo. All'interno del centro, tuttavia, il gruppo di Lamartine non conterà mai che 12 deputati, tra i quali Sauzet, Louis de Carné (editore della testata Le Correspondant), Gustave de Beaumont ed il giovane Alexis de Tocqueville. L'insuccesso del progetto di Lamartine portò al suo isolamento politico durante tutta la monarchia di luglio, nonché alla derisione di Adolphe Thiers che una volta, vedendo entrare Lamartine alla Camera, esclamò «Ah, ecco il Partito Sociale che entra!».
Il progetto del Partito Sociale rimase sempre e solo vago, definito dal giornalista Cormenin su La Nouvelle Minerve un «misto di sansimonismo, romanticismo, liberalismo bastardo, parole piene e idee vuote», mentre François Arago del centro-sinistra lo userà per deridere Lamartine durante la sua difesa del primo ministro Molé nel 1839.
Gli scherni verso Lamartine e la sua insoddisfazione personale verso il "valzer dei ministeri" tra Dupin, Thiers e Guizot saranno strumentali nel suo progressivo distaccamento dagli ideali monarchici in favore di quelli repubblicani, come dimostrato durante la rivoluzione del 1848, quando dopo l'abdicazione di Luigi Filippo il 24 febbraio e la convocazione di una seduta straordinaria alla Camera, interromperà la formalizzazione della reggenza per il principe Filippo da parte del suo ex-capogruppo Dupin e Barrot, proclamando assieme ai deputati repubblicani Ledru-Rollin e Adolphe Crémieux la nascita della Seconda Repubblica francese.

#### La rivoluzione del 1848

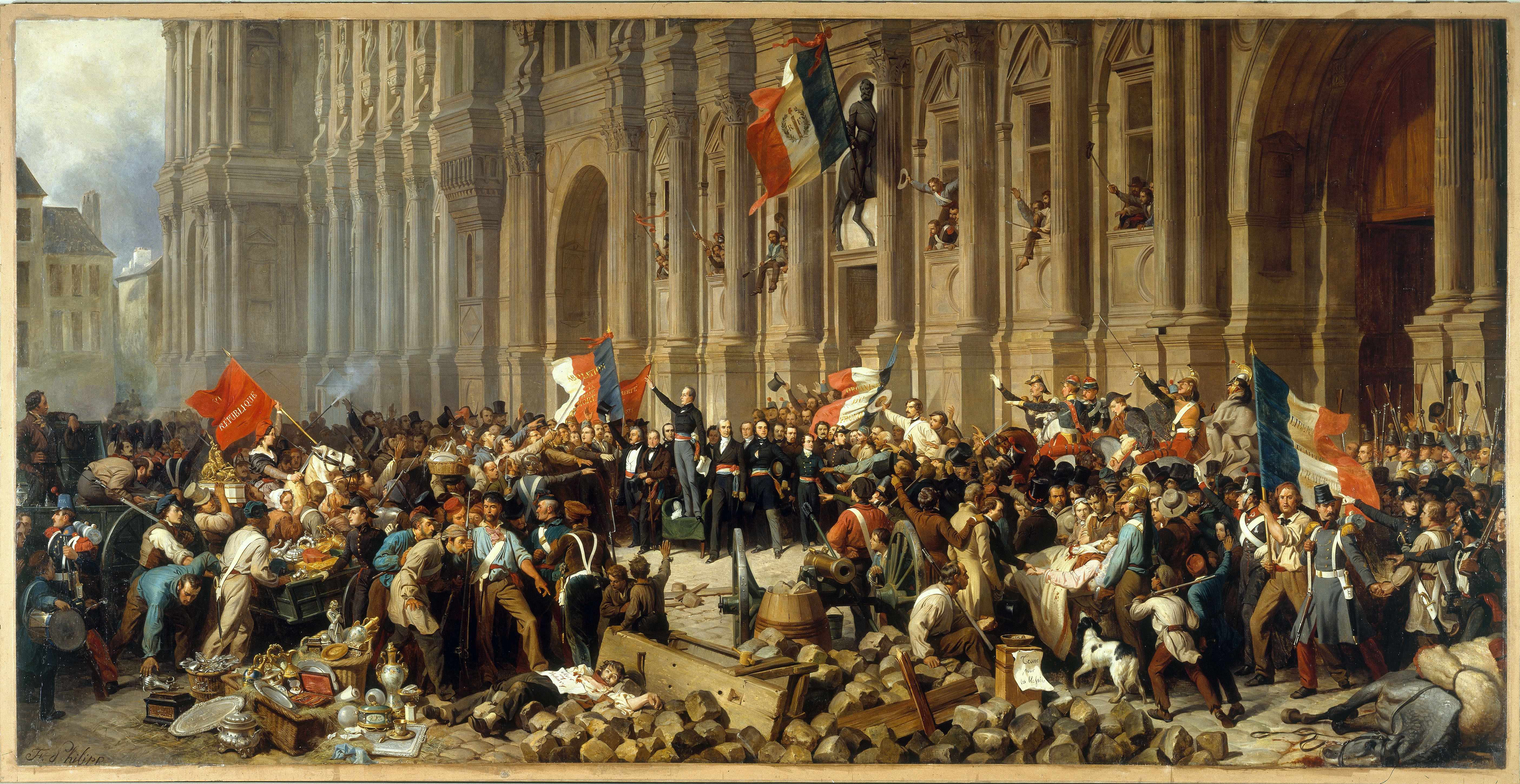
Il discorso di Lamartine del 25 febbraio 1848

I repubblicani più radicali chiedevano una riforma della Costituzione in senso democratico: questo movimento, noto come campagna dei banchetti portò alla caduta del governo Guizot e della stessa monarchia nel febbraio 1848. Lamartine fu fra i più attivi: membro del governo provvisorio, fu il Ministro degli Esteri della Seconda Repubblica, per un breve periodo esercitò di fatto le funzioni di Capo Provvisorio del Governo, sotto la Presidenza della Repubblica provvisoria del Primo Ministro Jacques-Charles Dupont, toccando così il vertice della sua carriera politica. 
Fu lui che il 24 febbraio, affacciandosi dal balcone dell'Hôtel de Ville, annunciò di persona la restaurazione della Repubblica.
Nel governo provvisorio vi erano Lamartine, Alexandre Ledru-Rollin, Louis Blanc e l'operaio Albert.
Ottenne l'abolizione della schiavitù nelle colonie ed è rimasto celebre il suo discorso del 25 febbraio in cui chiedeva di scegliere come bandiera nazionale il tricolore, rifiutando la bandiera rossa socialista, che egli associò nel discorso al massacro del Campo di Marte e al sangue. La "rivoluzione di febbraio" fu una rivoluzione tanto pacifica da essere considerata letteraria, ma quel romanticismo fu smentito nei mesi successivi: il rifiuto dei conservatori, eletti in maggioranza nel nuovo parlamento, di affrontare i problemi sociali del Paese, portò all'insurrezione gli operai parigini il 24 giugno 1848. Lamartine si dimise dal governo e la "rivoluzione di giugno" fu soffocata nel sangue dal generale Cavaignac; le elezioni presidenziali del 10 dicembre successivo videro il trionfo di Luigi Bonaparte. Anche Cavaignac, Thiers e lo stesso Lamartine si candidarono alla Presidenza.

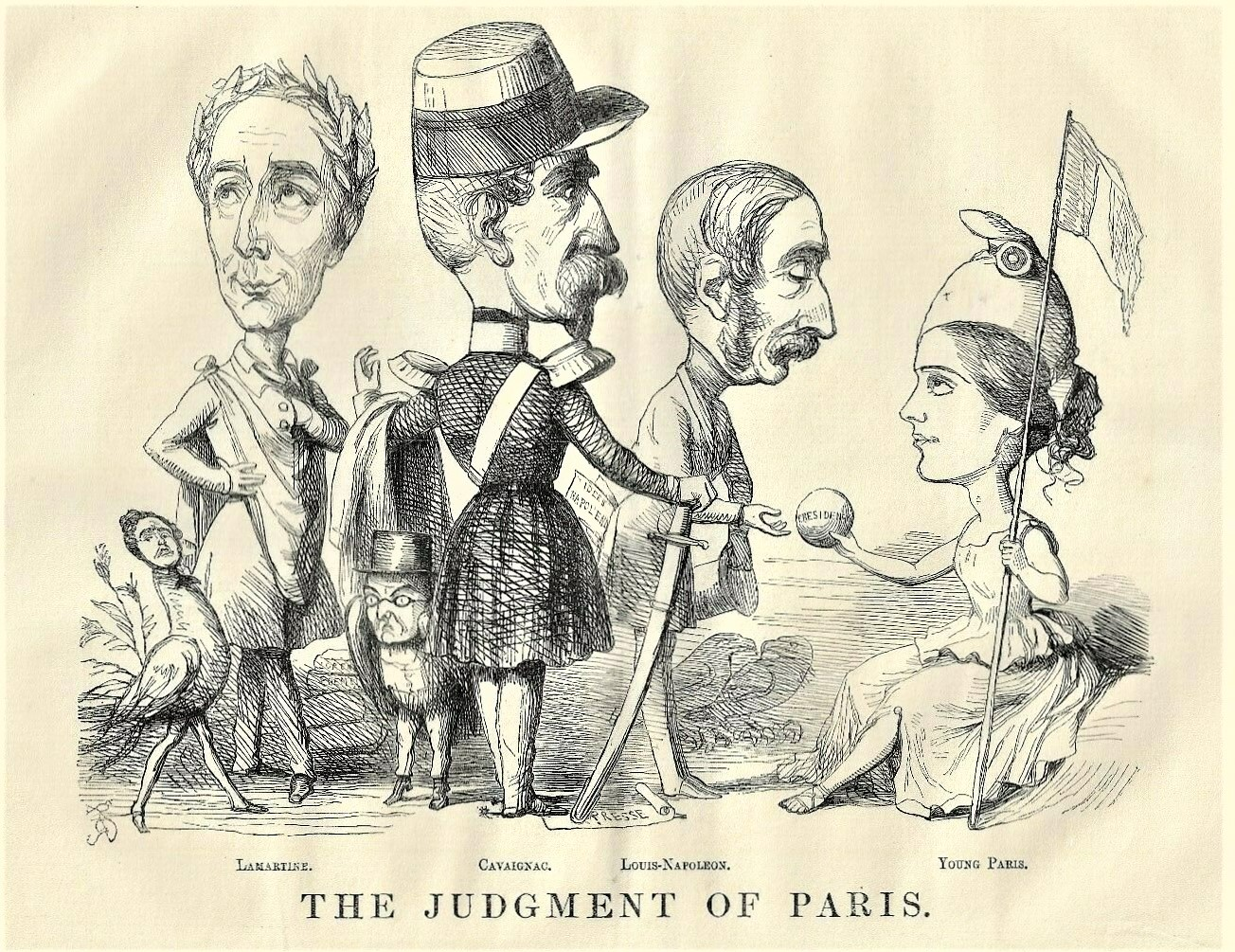
The Judgement of Paris (1848). Caricatura inglese ispirata al giudizio di Paride con Lamartine, Cavaignac e Luigi Napoleone Bonaparte.

Durante il periodo rivoluzionario del 1848 Lamartine, in disaccordo con la repressione violenta e il radicalismo, aveva cercato di presentarsi come l'uomo al di sopra delle parti, confidando sul suo prestigio di poeta e sulla sua eloquenza, finendo per essere malvisto tanto da destra che da sinistra: è rimasta famosa la frase che gli indirizzò un operaio parigino: «Va là, non sei che una lira», a indicare la suggestione melodiosa - ma di dubbia autorevolezza politica - della sua oratoria. Quando lo scontro sociale si radicalizzò, egli non fu in grado d'impedire la repressione sanguinosa, che pure non voleva, perché non poteva appoggiare le istanze popolari, troppo tendenti al socialismo, venendo di fatto emarginato per la sua posizione centrista.
Nel giugno 1849 Lamartine fu eletto comunque all'Assemblea Nazionale, ma il colpo di Stato bonapartista del 2 dicembre 1851 gli chiuse ogni prospettiva politica: con la dittatura e l'instaurazione successiva del Secondo Impero, Lamartine non ebbe più un ruolo politico da svolgere e, gravemente indebitato com'era, lasciò nel 1852 l'attività politica per quella letteraria.

#### LaStoria dei Girondini

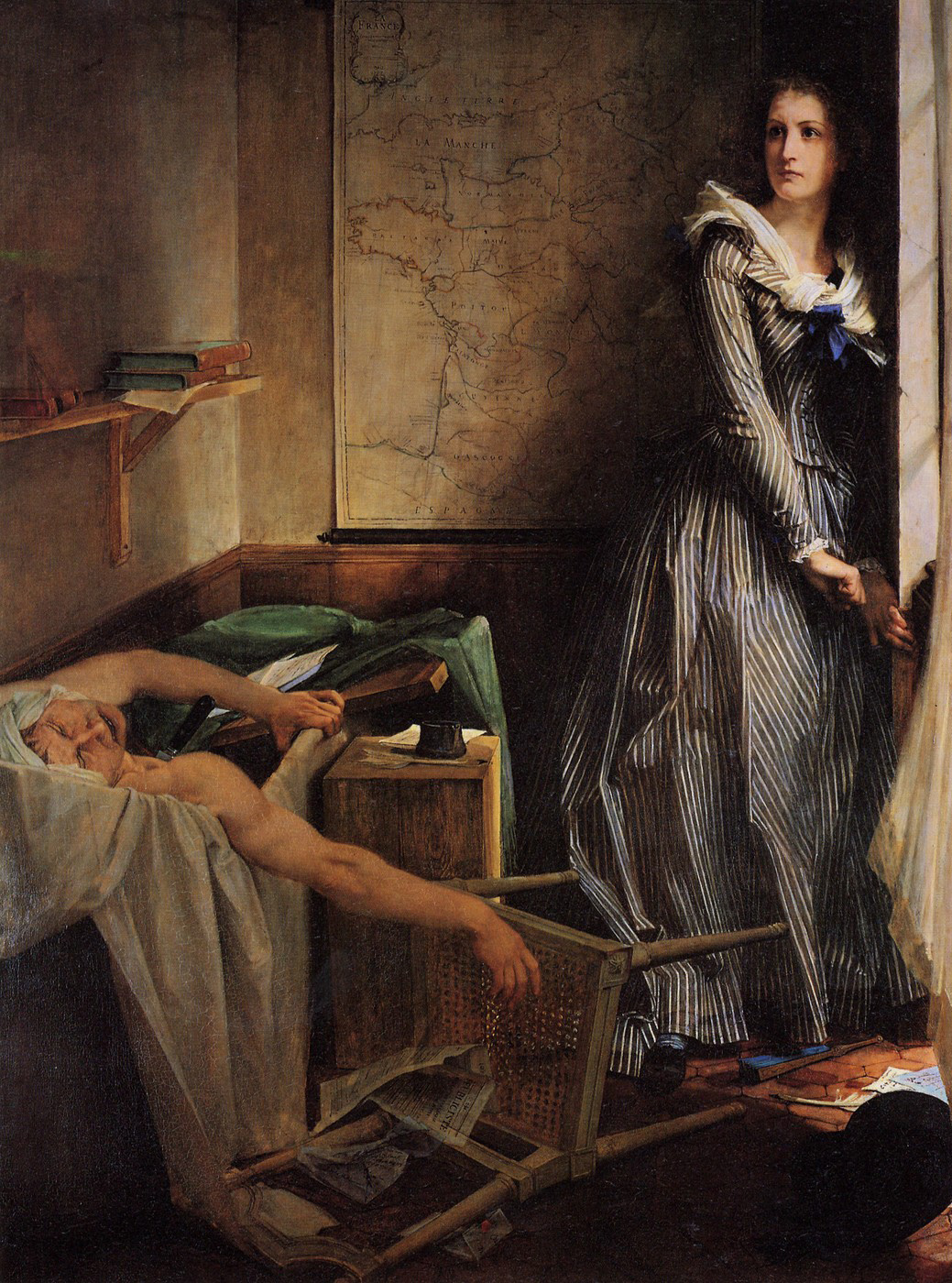
L'assassinio di Marat da parte di Charlotte Corday, opera (1860) di Paul-Jacques-Aimé Baudry. Sotto il Secondo Impero, a partire dal ritratto agiografico di Charlotte Corday fatto da Lamartine con la Storia dei Girondini e quello impietoso del deputato fatto da Chateaubriand nelle Memorie d'oltretomba, Marat è stato visto come un mostro rivoluzionario e Corday, rappresentata con alle spalle la carta geografica della Francia, come un'eroina.

Negli anni precedenti Lamartine aveva iniziato la carriera di storico. Con l'avvento al governo del conservatore Guizot, Lamartine assunse un atteggiamento di aperta opposizione il cui manifesto egli rappresentò con la pubblicazione, nel giugno 1846, dell'Histoire des Girondins.
Nell'opera, Lamartine analizza le vicende della Rivoluzione francese dal 1791 alla caduta di Robespierre nel luglio 1794. Per lui, la Rivoluzione francese rappresenta il movimento politico che realizza il principio cristiano di democrazia, fondato sulla legge, sulla ragione e sulla sovranità popolare. Egli ignora ogni tesi di lotta di classe fra aristocrazia e borghesia, già sostenuta da Thiers, Mignet, Thierry e lo stesso Guizot, rifacendosi piuttosto alle tesi di Philippe Buchez e Prosper-Charles Roux nella loro Histoire parlementaire della Révolution francaise, di Edgar Quinet e di Jules Michelet. Naturalmente, sostiene Lamartine, l'applicazione, da parte di esseri umani, di tali principi, non fu senza errori ed eccessi.
Anche Marat è raccontato sia nei suoi aspetti positivi che negativi.
Nella Histoire si trovano anche memorabili ritratti di girondini che Lamartine cerca di riabilitare completamente, quali Dumouriez (il generale che disertò per andare in Austria con Luigi Filippo) e Charlotte Corday (che uccise Marat nel 1793). Della Corday si trova una descrizione completamente positiva senza cadere in nostalgie monarchiche eccessive.
(Alphonse de Lamartine, Storia dei Girondini)
Così condanna l'esecuzione di Luigi XVI, che pure giudica colpevole di tradimento, e il Terrore, non tanto per una condanna pregiudiziale di ogni violenza politica, ma perché ritiene che in quelle circostanze non fosse necessario e arriva a disegnare un ritratto di Robespierre, pur fra luci e ombre, sostanzialmente positivo, riconoscendogli un'alta ispirazione ideale nel suo tentativo di caratterizzare la Repubblica sui fondamenti di una democrazia avanzata. Inoltre viene descritto come un uomo onesto che rifiutò la ricchezza e il potere assoluto, rifiutando offerte di corruzione che vennero anche dagli stessi Girondini.
Non era un'interpretazione originale, perché già fatta propria dai teorici democratici e socialisti, ma ebbe grande diffusione, tanto per lo stile letterario e immaginoso che per aver trovato un'opinione pubblica scontenta del conservatorismo e della corruzione del governo Guizot.
Secondo Godechot, quella di Lamartine fu un'opera volta a giustificare le aspirazioni della borghesia liberale per una repubblica moderata. Nello stesso anno i giornali annunciarono l'uscita di altre due importanti opere di Jules Michelet e Louis Blanc, politico socialista che auspicava l'unione tra democrazia e questione sociale. Secondo Antonino De Francesco lo scopo dell'opera era quello di contribuire a riunire le varie fazioni politiche all'insegna del valore comune della Rivoluzione, tanto che l'opera fu iniziata dopo il suo ingresso in parlamento nel 1843. L'idea centrale che emerge è quella dell'incompletezza del processo rivoluzionario, descritto affrontando la fase tra la morte di Mirabeau (aprile 1791) e quella di Robespierre. La morte del primo significava la morte della monarchia costituzionale, quella del secondo, la morte della democrazia. Il suo scopo era quello di compattare il fronte contrario a Luigi Filippo in chiave repubblicana. Inoltre, afferma che la violenza e il Terrore furono l'esito degli errori compiuti dal regime precedente, principalmente la Costituzione civile del clero, le lacune della Costituzione francese del 1791 e la guerra. La sua proposta repubblicana è una mediazione tra Gironda e Montagna, riabilitava insomma i giacobini e Robespierre purché i loro emuli abbandonassero la violenza. Il favore della parte democratica verso Lamartime emerse poco dopo, quando nel corso della campagna dei banchetti essi ne tesserono le lodi. Lamartine divenne poco dopo aver pubblicato l'opera ministro degli Esteri della Seconda repubblica, durante la quale emergerà la stessa ambiguità che si ritrova nella sua opera. Se per lui, oltre a Robespierre restava il vuoto del Direttorio colmato da Napoleone, il vuoto della Seconda repubblica sarebbe stato colmato da un altro Bonaparte.

### La vecchiaia
(Alphonse de Lamartine)

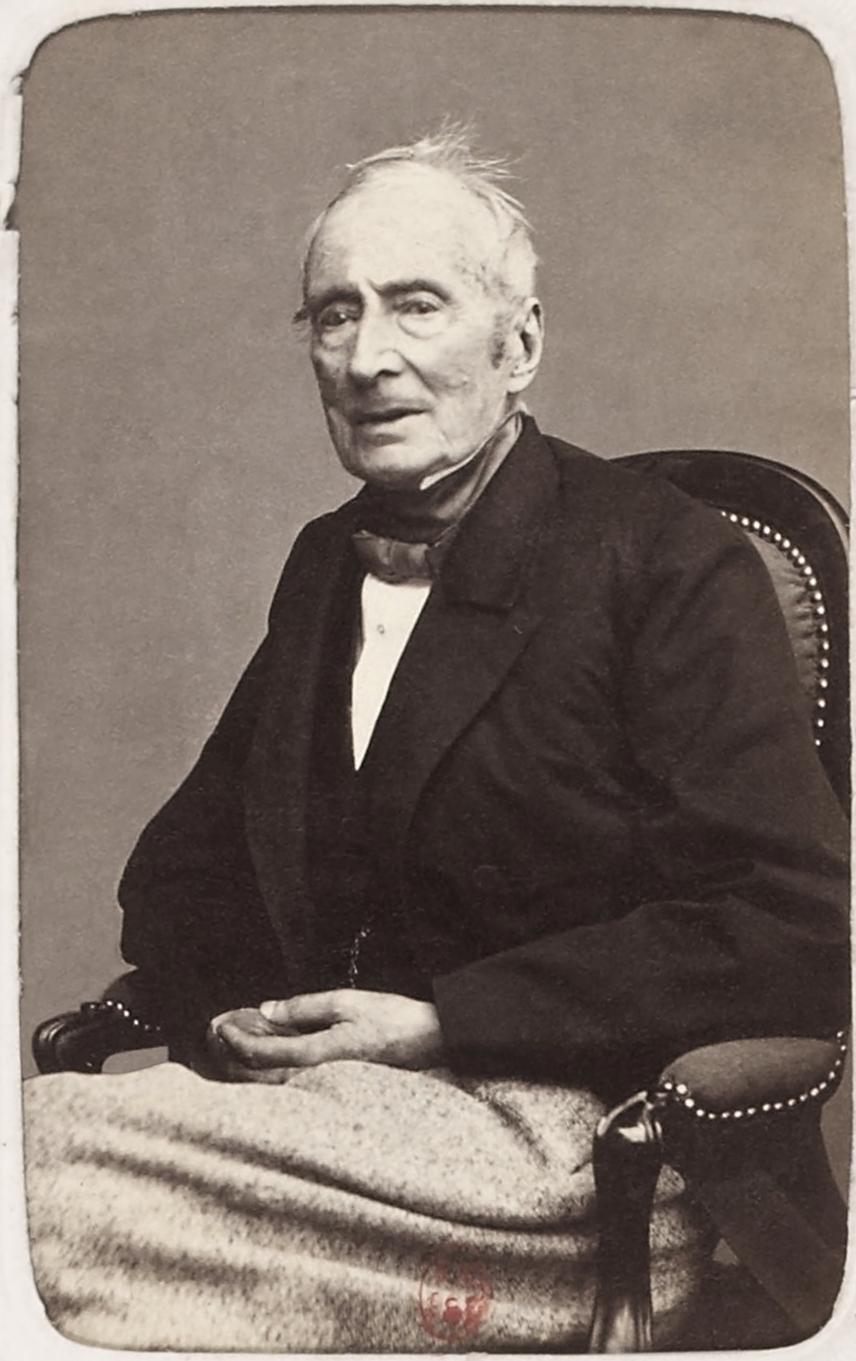
Alphonse de Lamartine, 1865 ca.

Costretto a pubblicare quanto era possibile per la necessità di guadagnarsi di che vivere, Lamartine riprese anche vecchi scritti, come il dramma Toussaint Louverture, cinque atti in versi, scritto già nel 1839, che fu rappresentato nel 1850: è la vicenda della rivolta del 1800 degli schiavi indigeni di Saint-Domingue contro i francesi colonizzatori e schiavisti.
Le Stances au Comte d'Orsay (1850) sono la presa d'atto del fallimento della sua azione politica, attribuito a coloro che non hanno voluto o saputo comprenderlo. Anche la Critique de l'Histoire des Girondins, compresa nel suo Cours familier de littérature del 1856, è l'aperta sconfessione del generoso liberalismo della maturità del poeta, che ormai appare chiuso in un amaro e scettico conservatorismo.
Completa Le Désert ou l'immatérialité de Dieu, già iniziato negli anni trenta. La vigne et la maison, pubblicato nel 1857, è la rievocazione dei felici anni passati a Milly, rievocazione dolorosa, perché il poeta, oberato di debiti, sapeva di doversi privare di quella casa e di quelle terre, che infatti vendette nel 1860.
Nel 1844 aveva nuovamente visitato Napoli e il suo golfo: nel ricordo del suo amore giovanile per la giovane figlia di pescatori di Procida, aveva iniziato a scrivere il romanzo idillico Graziella, che concluse nel 1852 e unì poi nel piano generale delle sue Confidences: ne fa parte anche Raphaël, ove ricorda l'amore per Julie.
I quattro volumi dell'Histoire des Constituants (1855), trattando il periodo della storia francese dal 1789 con l'apertura degli Stati Generali, fino all'aprile 1791, completano l'analisi della Rivoluzione descritta dall'Histoire des Girondins; anche qui non vi è alcun'analisi della crisi economica che attanagliava la Francia pre-rivoluzionaria: il rivolgimento politico del 1789 viene fatto discendere dall'influsso delle idee illuministiche e le vicende politiche che ne seguono sono l'espressione della volontà dei capi delle fazioni, attraverso i quali si ottennero risultati essenziali per il fondamento di un nuovo Stato liberale, come l'affermazione della sovranità popolare, della libertà di parola e di stampa, l'eliminazione dei privilegi ecclesiastici e aristocratici, il nuovo sistema giudiziario e amministrativo: un errore fu invece aver mantenuto l'istituzione monarchica fino al 1792 e non aver separato la Chiesa dallo Stato, cercando invece di tenerla unita ma sottomessa con la Costituzione civile del clero del 1790.

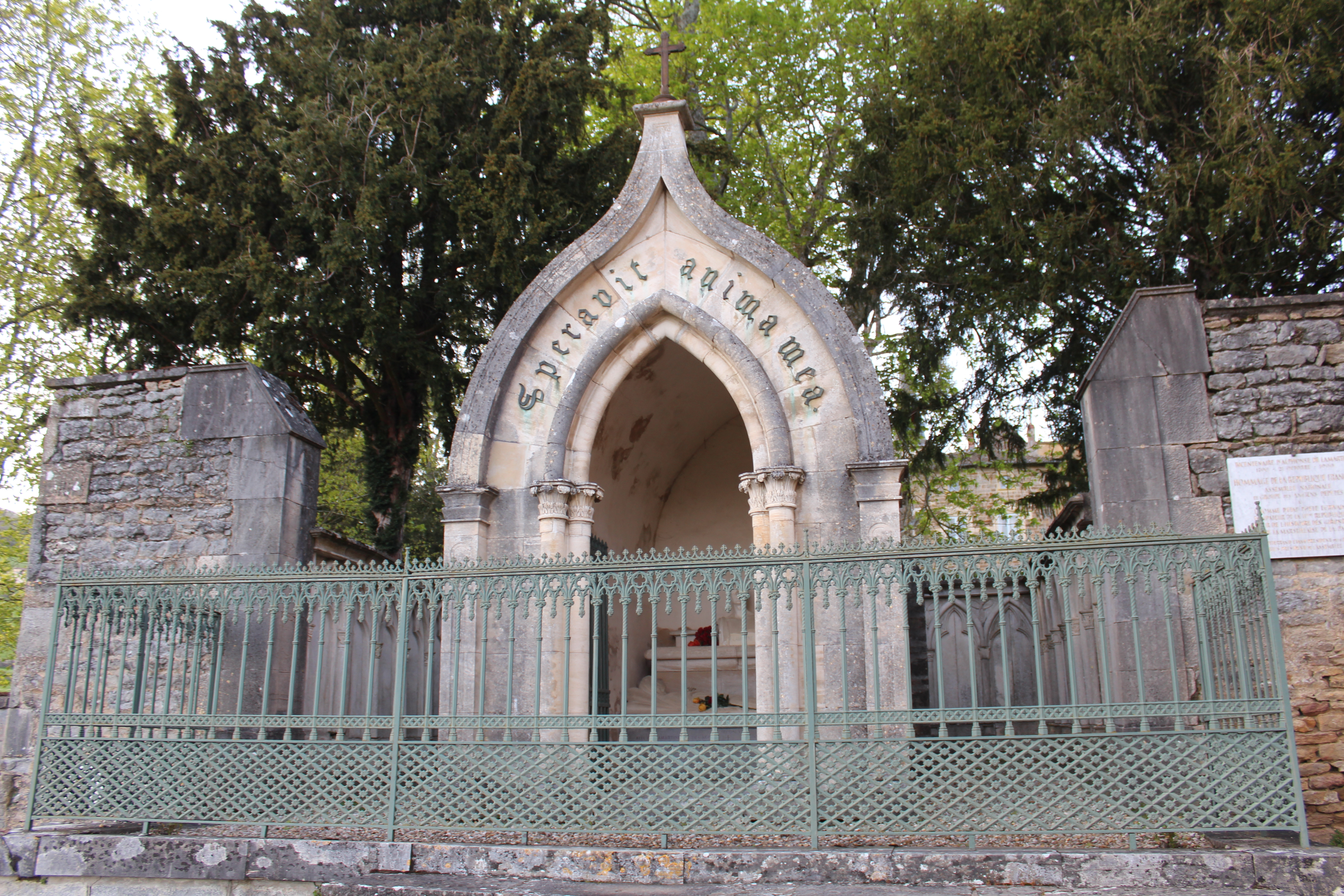
Sepoltura della famiglia Lamartine

Le altre opere storiche, la Vita di Maometto (1853), l'Histoire de la Restauration del 1854, l'Histoire de la Turquie e l'Histoire de la Russie del 1855, hanno poco interesse. Il Cours familier de littérature, pubblicato assieme a Le Désert, è una miscellanea di scritti: oltre a quelli già ricordati, vi fanno parte pensieri sparsi, poesie, ricordi, giudizi e saggi di critica letteraria sui maggiori scrittori della storia letteraria francese.
Come critico è famosa la stroncatura letteraria al romanzo I miserabili (1862) di Victor Hugo, che ritenne un'opera politicamente troppo rivoluzionaria, di "finzione" e idealismo irreale, definendola «libro pericolosissimo in due sensi: non solo perché spaventa le persone felici, ma perché suscita troppe speranze in quelle infelici»; non apprezza i personaggi, descrive il romanzo come adatto a "demagoghi e utopisti" e afferma che il libro porta "una critica eccessiva, radicale e a volte ingiusta della società, cosa che può indurre l'essere umano a odiare ciò che lo salva, l'ordine sociale, e a delirare per quello che è la sua perdizione: il sogno asociale dell'ideale indefinito".
Gli ultimi anni di Lamartine furono tristi: nel 1863 morì la moglie Mary Ann e nel 1867 fu colpito da un ictus che lo privò dell'uso della parola. Il governo bonapartista lo soccorse con una dotazione di mezzo milione di franchi e la municipalità di Parigi gli mise a disposizione un villino di Passy, oggi parte di Parigi, dove morì nel 1869, un anno prima della caduta di Napoleone III. La famiglia rifiutò i funerali di Stato. La nipote, da lui adottata, fu erede universale dei pochi beni rimasti.
Lamartine è sepolto nella cappella di famiglia, in un caveau da lui stesso fatto costruire, addossato al muro di cinta del castello di Saint-Point (Saone et Loire).

## L'opera di Lamartine
La sua religiosità consistette in un sentimento del divino immerso non «in quella regione dove le specialità dividono i cuori e le intelligenze» ma «in quella in cui tutto ciò che si innalza a Dio s'incontra e si accorda», e l'espressione, se non il pensiero, si fa necessariamente panteista. La sua filosofia fu un etereo spiritualismo, tra cristianesimo, deismo e panteismo, che non si concretizzò in nessuna dottrina, fu un'armonia tra l'anima del poeta e l'anima del mondo, originando un ottimismo aperto, speranze infinite.

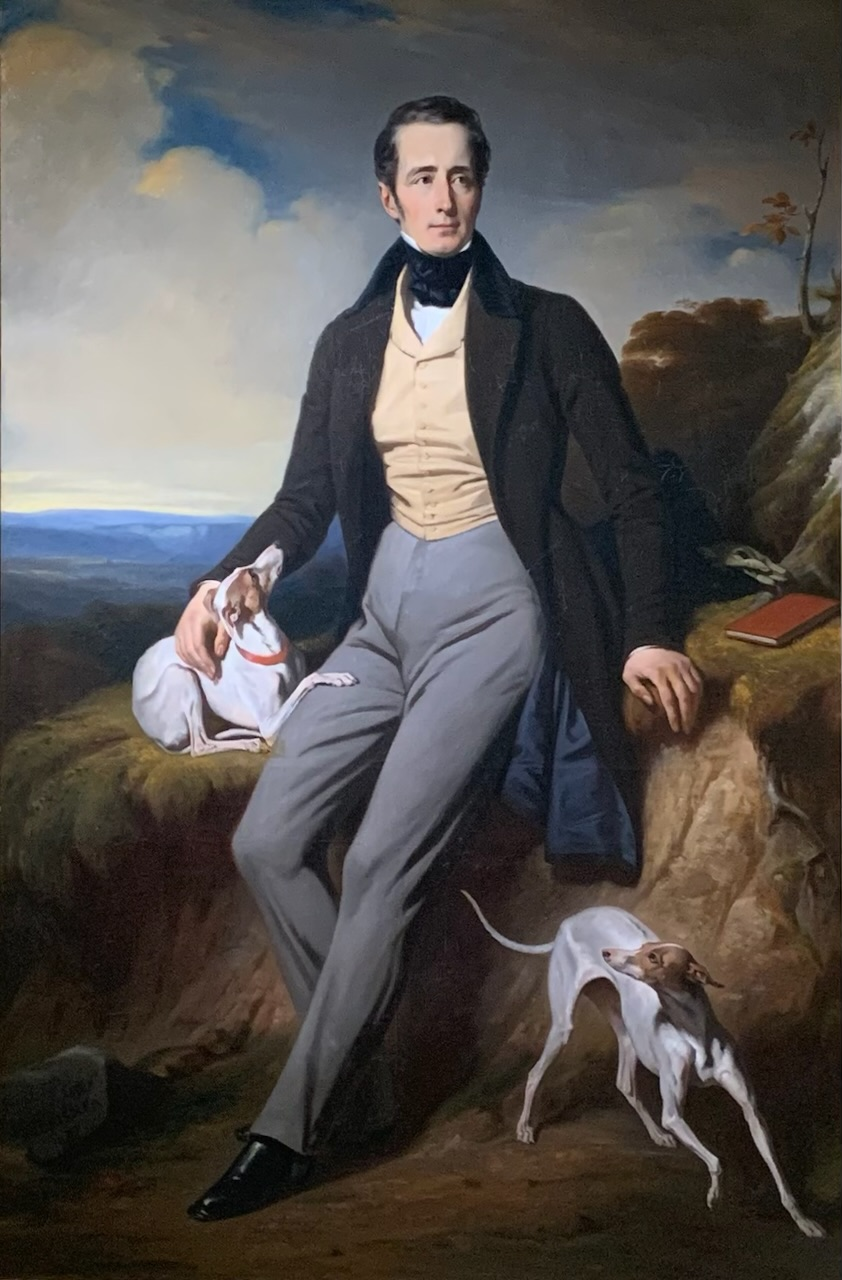
Henri de Caisne, Alphonse de Lamartine

Tuttavia diverse liriche partono da motivi malinconici e pessimisti, e fondono la nuova poesia romantica con la tradizione elegiaca settecentesca. La sua prima raccolta poetica, Méditations poétiques, è il capolavoro lirico di Lamartine per la freschezza e la novità dell'ispirazione, mentre nelle Nouvelles Méditations si avverte già il virtuosismo subentrare alla sincerità. Quanto alle Harmonies, la forma è meno pura, permane il virtuosismo e la vena poetica si fa più abbondante e magnificente. In Jocelyn e nella Chute d'un ange la poesia va cercata in singoli brani, come avviene nei Recueillements poétiques, poiché l'abbondanza e la facilità dell'immaginazione degenera spesso nell'inutile e nel prosastico.
La sua poesia non è descrittiva e non ammette i contorni. Nei paesaggi vaporosi dove le linee si cancellano, i rumori svaniscono e gli oggetti perdono materia, si dispiegano sogni nobili e puri, di una malinconia liquida, molle e ondeggiante. Fu detto che Lamartine era la poesia stessa: ciò significa che essa era per lui l'espressione più spontanea e sincera del sentimento, secondo l'estetica romantica. Non a caso Lamartine disse di sé stesso: «Io cantavo come l'uomo respira».

## Critica
Lamartine è considerato il primo poeta romantico francese (anche se Charles-Julien Lioult de Chênedollé stava lavorando su innovazioni simili nello stesso periodo), dopo l'iniziatore e padre del romanticismo in Francia François-René de Chateaubriand; fu ammirato ma anche molto criticato. Il movimento del parnassianesimo nacque in polemica con la poesia di Lamartine. La sua influenza fu riconosciuta importante da Paul Verlaine e dai simbolisti. Come letterato ricevette l'apprezzamento di Victor Hugo, accanto alle critiche di Alexis de Tocqueville (che all'inizio lo seguì nel tentativo "centrista" del Partito Sociale), specie riguardo alla sua posizione politica, e di Baudelaire. Gustave Flaubert nelle lettere private mostra una scarsa considerazione per l'opera di Lamartine, specialmente per il romanzo Graziella, e lo definisce inoltre "politico senza iniziativa".
Francesco de Sanctis mostra di apprezzare le opere poetiche (Meditazioni, Armonie e Raccoglimenti), molto meno la prosa.

## Riconoscimenti
- Square Lamartine (XVI arrondissement di Parigi), ov'è installata una statua del poeta. Si trova non lontano dal suo ultimo domicilio, uno chalet, oggi distrutto, allora situato ai numeri 107-113 dell'avenue Henri-Martin. Una placca commemorativa gli rende anche qui omaggio.
- Diversi luoghi e monumenti a Mâcon: una via, una piazza, un lungo fiume, una esplanade, una statua in bronzo (opera di Alexandre Falguière, fusa nel 1878[26]) e un liceo sono stati lui dedicati. Dopo la chiusura del Museo Lamartine, la sua collezione è stata inserita nel Museo delle Orsoline di Mâcon.

### Curiosità
In Madame Bovary (film 1991), di Claude Chabrol, tratto dal capolavoro omonimo di Gustave Flaubert, vengono recitati alcuni versi di una nota poesia di Alphonse de Lamartine, "Il Lago", durante una conversazione tra Emma Bovary e il suo corteggiatore Leon Dupuis: "O Tempo, sospendi il tuo andare e voi, ore propizie, i vostri attimi alati, lasciateci assaporare le fugaci delizie di questi giorni sognanti".

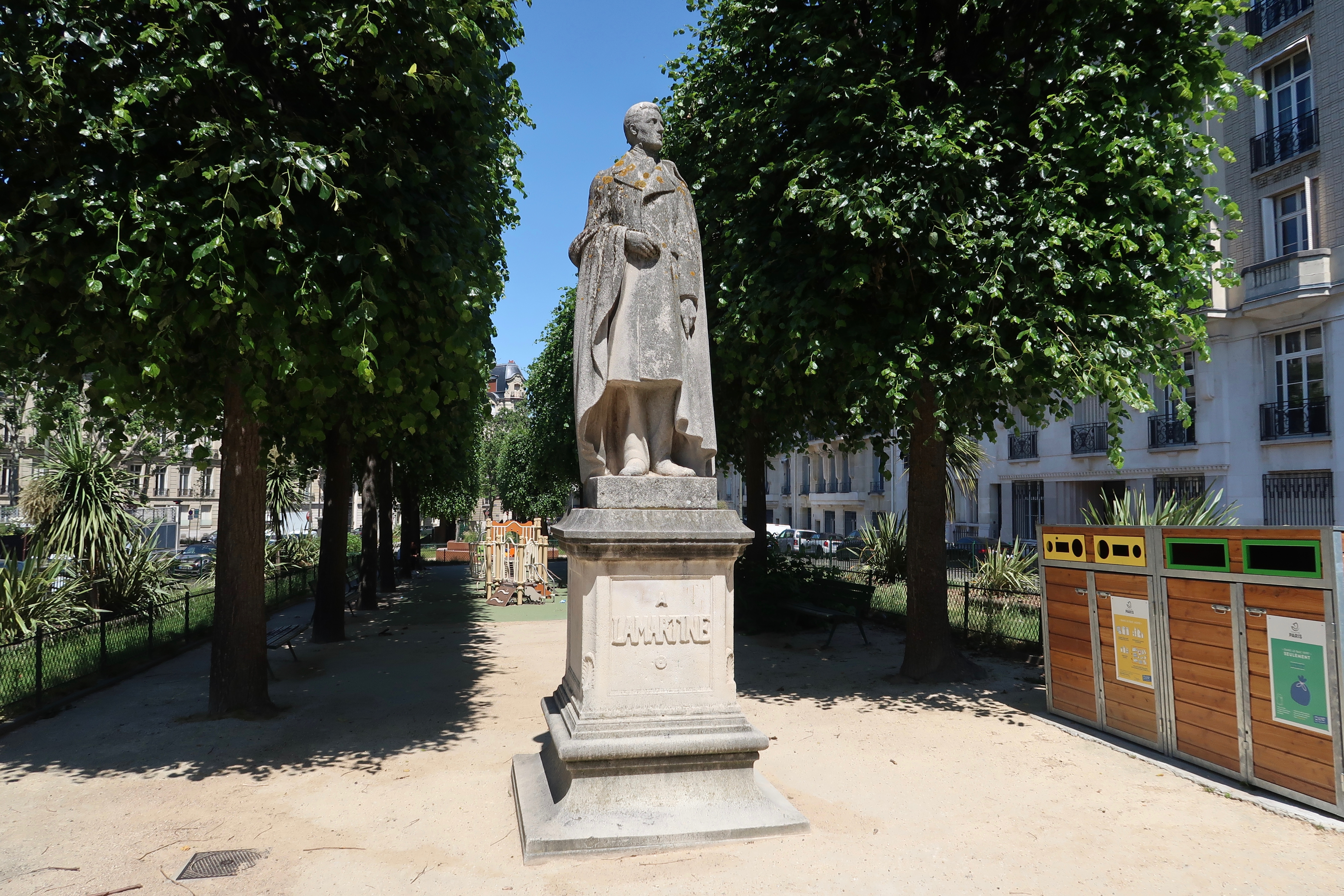
Statua di Lamartine, nella piazza a lui dedicata a Parigi.
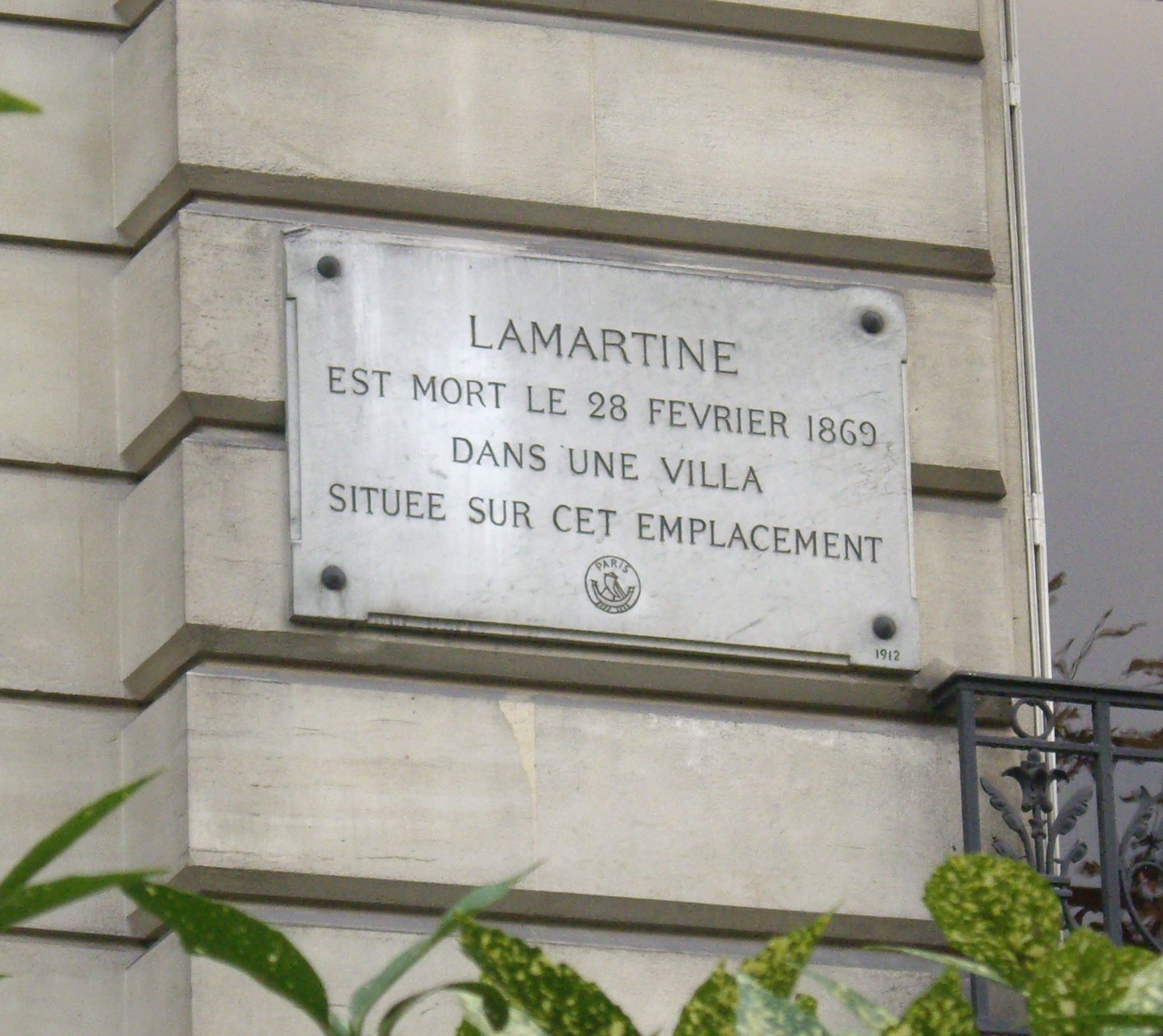
Targa commemorativa nell'Avenue Henri Martin a Parigi.
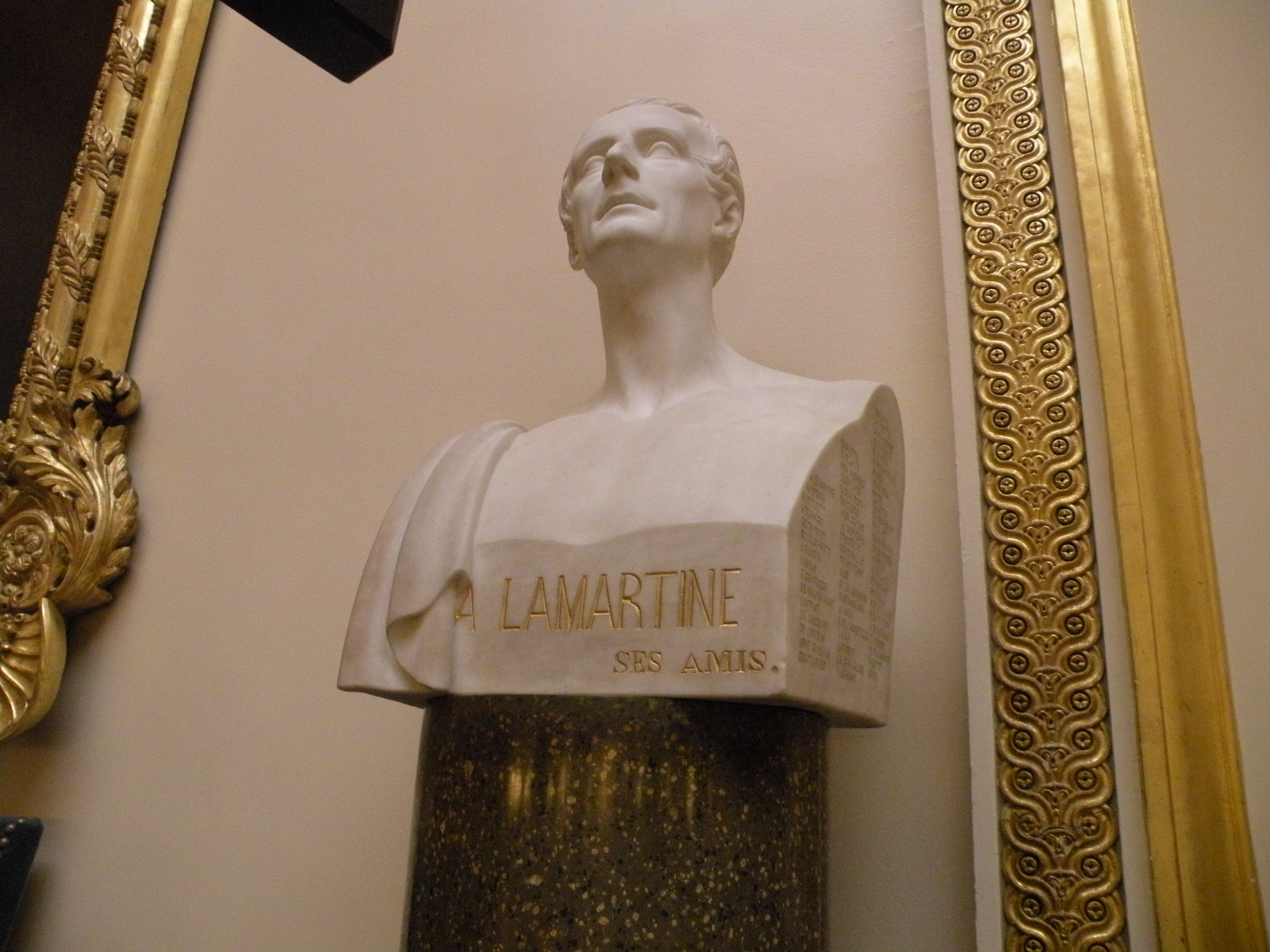
Busto di Lamartine a palazzo Borbone (Parigi).
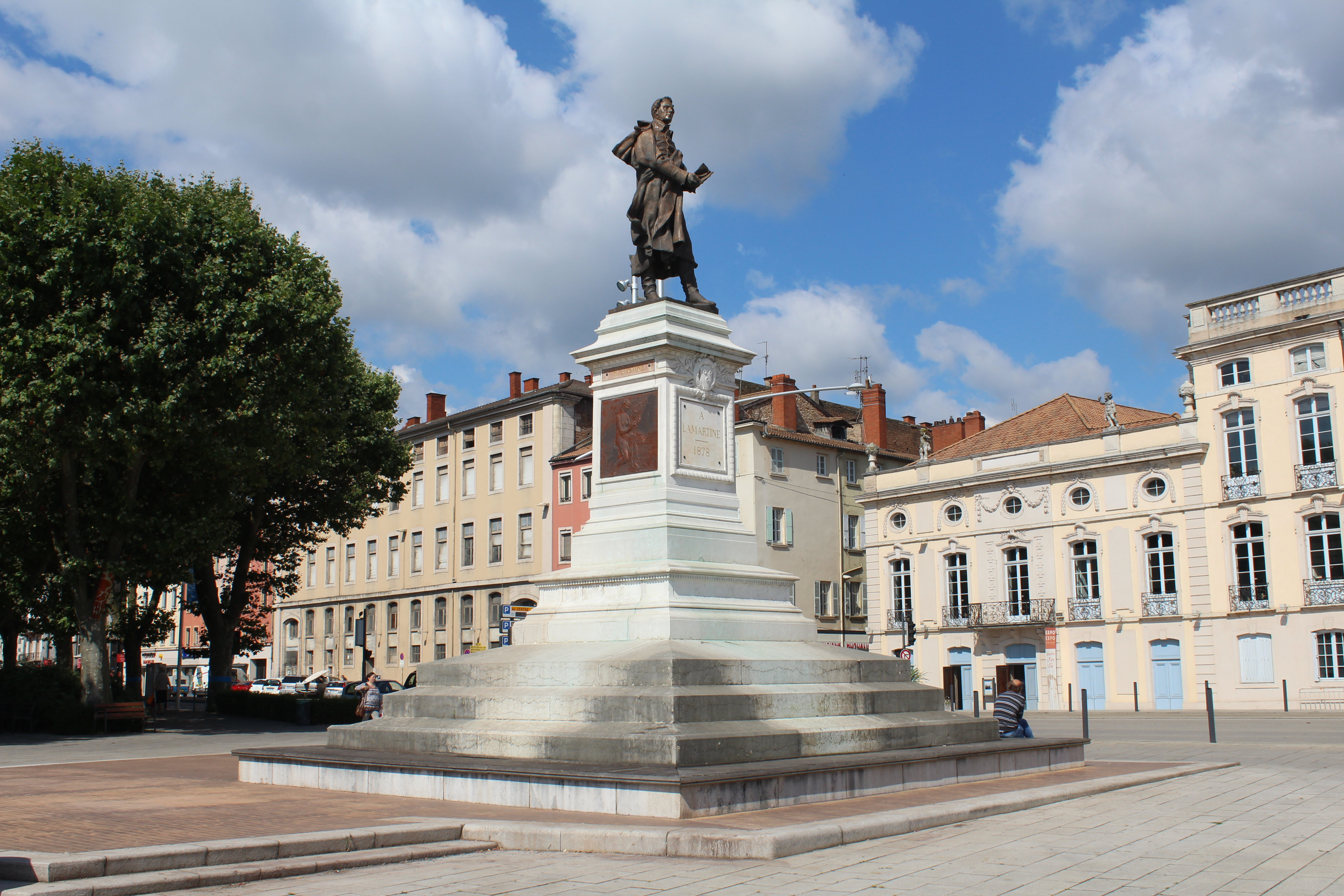
Statua di Lamartine, sulla spianata Lamartine a Mâcon.

## Opere
- Saül (1818)
- (FR) Méditations poétiques, Paris, Librairie grecque latine & française, 1820.
- La Mort de Socrate (1823)
- Nouvelles Méditations poétiques (1823)
- Le dernier chant du pèlerinage d'Harold (1825)
- Le Retour (1826)
- Harmonies poétiques et religieuses (1830)
- Sur la politique rationnelle (1831)
- Voyage en Orient (1835)
- Jocelyn (1836)
- La chute d'un ange (1838)
- Recueillements poétiques (1839)
- Histoire des Girondins (1846)
- Raphaël (1849)
- Confidences (1849)
- L'Histoire de la révolution de 1848 (1849)
- Toussaint Louverture (1850)
- Histoire de la Restauration (1851)
- Le tailleur de pierre de Saint-Point (1851)
- Geneviève, histoire d'une servante (1851), da cui è stato tratto il film Chi è senza peccato... (1952)
- Graziella (1852), da cui è stato tratto un film e una miniserie televisiva
- Les visions (1853)
- Histoire des Constituants (1853)
- Histoire de la Turquie (1853-1854)
- La vie de Mahommet (1854)
- Histoire de la Russie (1855)
- Cours familier de littérature (1856)
- La Vigne et la Maison (1857)

## Epistolario
- Correspondance d'Alphonse de Lamartine, Paris, 2005. ISBN 2-7453-1288-X